# Montserratische Fußballnationalmannschaft
Die montserratische Fußballnationalmannschaft ist die Nationalmannschaft des britischen Überseegebietes Montserrat. Montserrat ist eigenständiges Mitglied des Weltfußballverbandes FIFA und des Regionalverbandes CONCACAF und nimmt daher auch an Qualifikationsspielen zu Fußball-Weltmeisterschaften und zum CONCACAF Gold Cup teil. Sie zählt zu den mittelstarken Teams des Kontinentalverbandes CONCACAF. Bisher ist es der Mannschaft noch nicht gelungen, sich für den CONCACAF Gold Cup oder die Fußball-Weltmeisterschaft zu qualifizieren.

## Geschichte
Nach dem Ausbruch des Vulkans Soufrière Hills im Jahr 1995 hat Montserrat nur noch wenige Spiele bestritten, die dann meist noch auswärts stattfanden. Seine einzigen zwei Siege bei 21 Spielen erzielte Montserrat gegen das benachbarte Anguilla im Rahmen der Qualifikation zur Fußball-Karibikmeisterschaft 1996.
Ein Porträt des Fußballs auf Montserrat bietet der Dokumentarfilm The Other Final, der über das im Jahre 2002 parallel zum WM-Finale stattfindende Länderspiel gegen den damaligen Vorletzten der FIFA-Weltrangliste Bhutan berichtet. Montserrat verlor das Spiel in Thimphu mit 4:0. Der erste Spielgewinn in einem Pflichtspiel seit dem FIFA-Beitritt gelang der Mannschaft 2012 mit einem 7:0-Sieg über das Team der British Virgin Islands in einem Qualifikationsspiel zur Karibischen Fußballmeisterschaft.
Mit dem 2018 als Trainer verpflichteten Willie Donachie, einem ehemaligen  schottischen Nationalspieler, erreichte die Mannschaft einen Zuwachs an Spielstärke. Dies führte zu drei Siegen in der Qualifikation der CONCACAF Nations League 2019–21 und der Teilnahme daran in der (mittleren) Liga B. In der Vorrunde der Qualifikation für die WM in Katar 2022 wurde ohne Niederlage Platz 2 von 5 Mannschaften erkämpft und das FIFA-Ranking auf Platz 178 verbessert.

## Turniere

### Weltmeisterschaft
- 1930 bis 1998 – nicht teilgenommen
- 2002 – In der Qualifikation zur WM 2002 in Japan und Südkorea schied man in der Karibikzone 3 der Vorrunde mit 0:3 und 1:3 gegen die Dominikanische Republik aus.
- 2006 – In der Qualifikation zur WM 2006 in Deutschland traf man auf die Mannschaft aus Bermuda. Man schied deutlich mit 0:13 und 0:7 aus.
- 2010 – Im Rahmen der Qualifikation zur Fußball-Weltmeisterschaft 2010 in Südafrika traf das Team in der ersten Runde der CONCACAF-Zone auf die Nationalmannschaft aus Suriname, die 51 Plätze über Montserrat in der FIFA-Weltrangliste stand. Dieses erste Aufeinandertreffen der beiden Mannschaften entschied Suriname mit 7:1 deutlich für sich, weswegen Montserrat schon in der ersten Qualifikationsrunde scheiterte.
- 2014 – In WM-Qualifikation für das Turnier in Brasilien 2014 traf man in der 1. Runde auf Belize und schied mit 2:5 und 1:3 aus.
- 2018 – In der Qualifikation zur WM 2018 in Russland schied die Mannschaft in der ersten Runde im März 2015 mit 1:2 und 2:2 gegen die Mannschaft aus Curaçao aus.
- 2022 – In der Qualifikation zur WM 2022 in Katar traf die Mannschaft in der ersten Runde im März und Juni 2021 auf El Salvador, Antigua und Barbuda, Grenada und die Amerikanischen Jungferninseln. Trotz zwei Siegen, zwei Unentschieden und keiner Niederlage konnte sich die Mannschaft nicht für die zweite Runde qualifizieren.
- 2026 – In der Qualifikation zur WM 2026 in Kanada, Mexiko und den USA traf die Mannschaft in der zweiten Runde im Juni 2024 und Juni 2025 auf Panama, Nicaragua, Guyana und auf Belize. Nach einem Sieg und drei Niederlagen wurde als Gruppenvierter die dritte Runde verpasst.

### CONCACAF Gold Cup
- 1991 bis 1993 – nicht teilgenommen (kein CONCACAF-Mitglied)
- 1996 – nicht qualifiziert
- 1998 – nicht teilgenommen
- 2000 bis 2002 – nicht qualifiziert
- 2003 – zurückgezogen
- 2005 – nicht qualifiziert
- 2007 bis 2009 – nicht teilgenommen
- 2011 bis 2015 – nicht qualifiziert
- 2017 – nicht teilgenommen
- 2019 bis 2025 – nicht qualifiziert

### Karibikmeisterschaft
- 1989 bis 1990 – nicht teilgenommen
- 1991 bis 1992 – nicht qualifiziert
- 1993 – nicht teilgenommen
- 1994 bis 1995 – nicht qualifiziert
- 1996 bis 1998 – nicht teilgenommen
- 1999 bis 2005 – nicht qualifiziert
- 2007 bis 2008 – nicht teilgenommen
- 2010 bis 2014 – nicht qualifiziert
- 2017 – nicht teilgenommen

## Trainer
- Knut auf dem Berge (1999–2000)
- William Lewis (2000)
- Paul Morris (2001)
- William Lewis (2002–2004)
- Ruel Fox (2004)
- Scott Cooper (2004)
- Cecil Lake (2008)
- Kenny Dyer (2010–2012)
- Lenny Hewlett (2013–2015)
- Willie Donachie (2018–2023)
- Matt Lockwood (2023)
- Lee Bowyer (seit 2023)